# Luise Glaß
Luise Glaß, auch: Luise Glass (* 4. Februar 1857 in Altenburg, Thüringen; † 1. August 1932 ebenda) war eine deutsche Schriftstellerin.

## Leben
Luise Glaß war die Tochter des sachsen-altenburgischen höheren Staatsbeamten und Schriftstellers Richard Glaß. Sie wuchs in Altenburg auf und besuchte dort die Schule. Von 1881 bis 1882 lebte sie in Leipzig, wo sie entscheidende kulturelle Anregungen erhielt. Gleichzeitig begann sie, literarische Arbeiten zu veröffentlichen. Von 1888 bis 1891 war sie in Berlin ansässig und arbeitete in einer Buchhandlung. 1891 zog sie zu ihrer verwitweten Mutter nach Kahla; 1899 kehrte sie nach Altenburg zurück. Während des Ersten Weltkriegs gehörte sie der Redaktion der Zeitschrift des "Allgemeinen Deutschen Sprachvereins" in Berlin an, 1919 kehrte sie erneut nach Altenburg zurück.
Luise Glaß war Verfasserin von Romanen, Erzählungen, Gedichten und Theaterstücken. Ihre größten Erfolge erzielte sie mit ihren Mädchenbüchern, die der "Backfischliteratur" zuzurechnen sind und bis in die Zwanzigerjahre zahlreiche Neuauflagen erfuhren.

## Werke
- Laßt euch erzählen. Märchen. Peterson, Leipzig 1887.
- Unser Doktor. Roman. 3 Bände. Janke, Berlin 1895.
- Familie Gesterding. Eine Erzählung für junge Mädchen. Union, Stuttgart/Berlin/Leipzig 1897.
- In die Welt. Erzählung aus der Zeit des siebenjährigen Krieges. Schriftenvertriebsanstalt, Weimar/Berlin 1897.
- Tönendes Erz und klingende Schelle. Roman. 3 Bände. Janke, Berlin 1897.[1]
- Im Mund der Leute. Erzählung. Grunow, Leipzig 1898.
- Der goldne Engel und kleine Geschichten. Grunow, Leipzig 1899.
- Das Montags-Kränzchen. Union, Stuttgart/Berlin/Leipzig 1899.
- Gustel Wildfang. Union, Stuttgart/Berlin/Leipzig 1900.
- Annele. Union, Stuttgart/Berlin/Leipzig 1902.
- Im Krähennest. Union, Stuttgart/Berlin/Leipzig 1905.
- Stumme Musikanten. Union, Stuttgart/Berlin/Leipzig 1905.
- Der panische Schrecken. Velhagen & Klasing, Bielefeld/Berlin 1907.
- Der Schatten von Altramsdorf. Schall, Berlin 1907.
- Der vergessene Garten. Costenoble, Jena 1907.
- Schwärmliesels Wunschglocke. Union, Stuttgart/Berlin/Leipzig 1908.
- Der Hungerborn Roman. Costenoble, Jena 1910.
- Die Zwillinge und das Anhängsel. Levy & Müller, Stuttgart 1910.
- Quitschiwit. Amtsgartengeschichten von Vögeln und Menschen. Ein Ferienbuch. Turm-Verlag, Leipzig 1911.
- Aus dunkler Tiefe. Verein der Bücherfreunde, Berlin 1912.
- Andreasabend im Vierlingskranz. Ein Neck- und Scherzspiel. Union, Stuttgart/Berlin/Leipzig 1914.
- Der erste April. Ein Scherzspiel. Union, Stuttgart/Berlin/Leipzig 1914.
- Falkenspiel. Roman. Seyfert, Dresden 1914.
- Der Fastelabend. Ein Scherzspiel. Union, Stuttgart/Berlin/Leipzig 1914.
- Der Fehlschuß. Ein Theaterstück zu der Mutter Geburtstag. Union, Stuttgart/Berlin/Leipzig 1914.
- Das Geheimnis; Prinz Federfein; der Waldspaziergang. Ein kleines Theaterstück und zwei Schattenspiele. Union, Stuttgart/Berlin/Leipzig 1914.
- Der Jubeltag. Ein festliches Spiel vom Maienkranz. Union, Stuttgart/Berlin/Leipzig 1914.
- Der Maienkranz. Eine dramatische Kränzchengründung. Union, Stuttgart/Berlin/Leipzig 1914.
- Das Vielliebchen. Ein Scherzspiel. Union, Stuttgart/Berlin/Leipzig 1914
- Die Wahrsagerin. Ein dramatischer Scherz. Union, Stuttgart/Berlin/Leipzig 1914.
- Wie der Maienkranz Stiftungsfest hielt. Union, Stuttgart/Berlin/Leipzig 1914.
- Hansemann macht mobil. Fesdgraue Kiindergeschichten. Salzer, Heilbronn 1915. (Digitalisat)
- Jüngferchen Feldgrau. Deutsche Jugend gestern und heute. Eine Erzählung für junge Mädchen. Wigand, Leipzig 1915.
- Jüngferchens Sieg. Wigand, Leipzig 1916.
- Der Stift und das Lenerl. Fock, Leipzig 1918.
- Die Hartfriedkinder. Erzählung. Fock, Leipzig 1919
- Wie das Flämmchen zur Flamme ward. Erzählung für junge Mädchen. Fock, Leipzig 1922.
- Das weiße Fräulein von Heckendamm. Eine Erzählung für junge Mädchen. Schriftenvertriebsanstalt, Berlin 1925.
- An die deutschen Frauen! Deutscher Sprachverein, Berlin 1927.

## Herausgeberschaft
- Clementine Helm: Lillis Jugend, Leipzig 1905